# Travelling Post Office

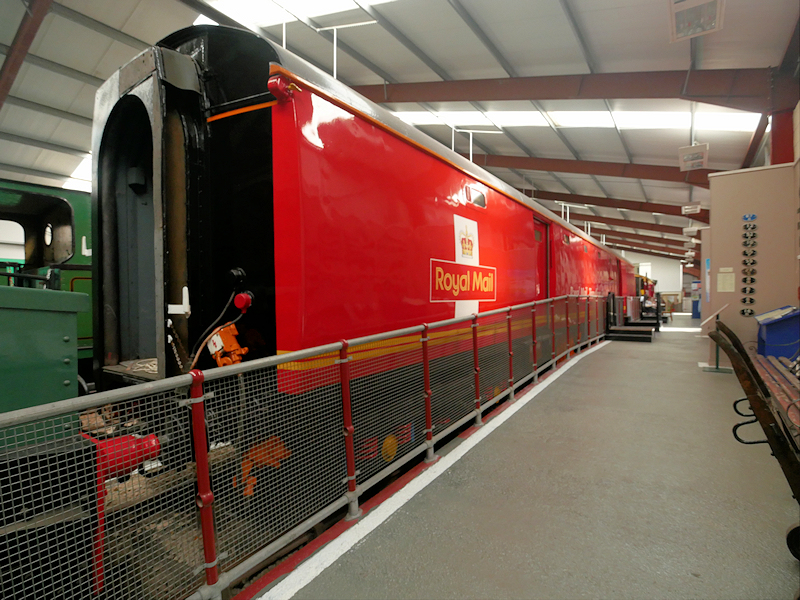
Royal Mail Travelling Post Office (TPO) im Ribble Steam Railway Museum

Als Travelling Post Office (TPO) wurden die Bahnpostwagen der Royal Mail bezeichnet, die in Großbritannien und Irland eingesetzt wurden, um Post während der Fahrt zu sortieren. Diese Wagen wurden von 1838 bis 2004 betrieben und spielten somit über 160 Jahre eine entscheidende Rolle bei der schnellen Postbeförderung. Sie waren weltweit die ersten Wagen, die der Bahnpost dienten, teilweise wurden sie auch als reine Postzüge eingesetzt.

## Geschichte
Die Idee des Travelling Post Office (TPO) entstand aus dem Bedürfnis, den Postversand effizienter zu gestalten. Bereits 1826 hatte Rowland Hill über die Möglichkeit geschrieben, Briefe in speziell ausgestatteten Postkutschen während der Fahrt zu sortieren. 

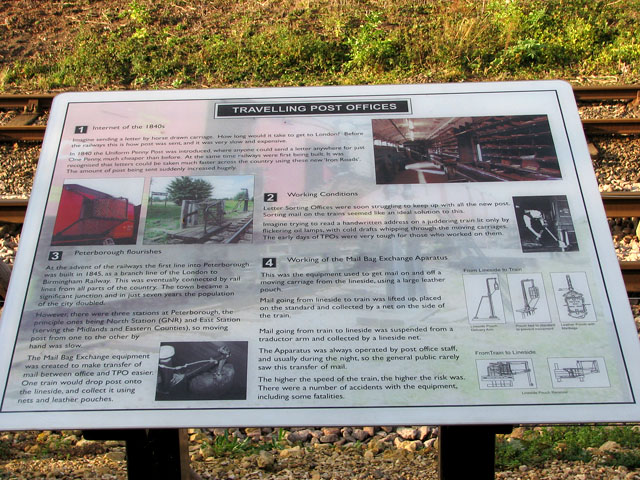
Royal Mail Travelling Post Office - Informationstafel

Obwohl die Eisenbahn in England ab dem 11. November 1830 für den Posttransport genutzt wurde, dauerte es bis 1837, bis der Postbeamte George Karstadt vorschlug, spezielle Eisenbahnwagen für die Sortierung von Post einzusetzen. Dies führte zur ersten experimentellen TPO-Fahrt am 20. Januar 1838 auf der Grand Junction Railway zwischen Birmingham und Warrington, bei der sein Sohn Frederick Karstadt, sowie Edward Ellis und Henry Mellersh die Briefe während der Fahrt sortierten. 

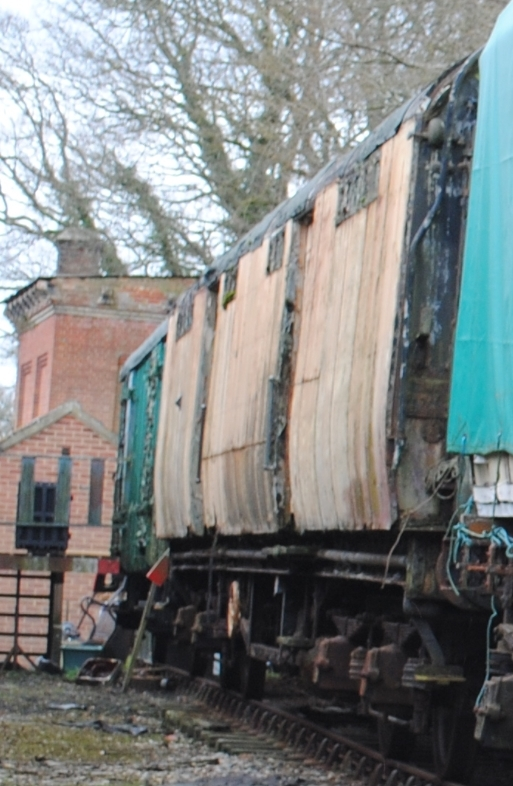
Eines von zwei erhaltenen fahrenden Postämtern der Southern Railway. Dieses, Nr. S4922S, steht in Horsted Keynes an der Bluebell Railway.

Mit der Einführung der One Penny Black im Jahr 1840 stieg das Postaufkommen erheblich, was die rasche Expansion der TPOs begünstigte. Bis 1852 gab es bereits zahlreiche TPOs, die Post zwischen London, Perth, Newcastle und Exeter transportierten.
TPO-Wagen bestanden aus verschiedenen Typen: Sortierwagen, Aufbewahrungswagen, Steuerwagen und allgemeine Nutzwagen. Ein besonderes Merkmal war der sogenannte „Mail Bag Exchange Apparatus“: Dabei hingen Netze an den Zügen, die während der Fahrt mit Postbeuteln von Stationen entlang der Strecke befüllt oder entleert wurden – eine frühe Logistikinnovation.

## Entwicklung und Niedergang
Bis 1914 waren 126 TPO-Wagen und 245 Mail Exchange Apparatuses in Großbritannien im Einsatz, und viele andere Länder übernahmen das Konzept. Aus Kostengründen ging beides ab dem Ersten Weltkrieg kontinuierlich zurück.
In den 1980er Jahren versuchte Rail Express Systems (RES), den Markt zu modernisieren, doch wirtschaftliche Faktoren und die zunehmende Automatisierung der Postsortierung führten zum Rückgang der TPOs. Am 10. Januar 2004 fuhr der letzte TPO-Zug in Großbritannien.

## Internationale Nutzung
Auch in Queensland wurden TPOs zwischen 1877 und 1932 eingesetzt, um Post in abgelegene Regionen zu transportieren. Diese Wagen waren oft in reguläre Reisezüge integriert und wurden später aus wirtschaftlichen Gründen eingestellt.

## Sonstiges
- Der Dokumentarfilm Night Mail von 1936, begleitet von Benjamin Brittens Musik und W. H. Audens Gedicht, ist ein Klassiker der britischen Filmgeschichte, der an die TPOs erinnert.[9]
- Neben dem Bahnhof  von St Germans, Cornwall, wurde ein restaurierter TPO-Wagen in eine Ferienunterkunft umgewandelt.[10]

- Eines der bekanntesten Verbrechen des 20. Jahrhunderts ereignete sich im Zusammenhang mit den TPOs, als 1963 eine Bande von 15 Räubern einen Postzug auf dem Weg von Glasgow nach London überfiel.

Der „Great Train Robbery“ führte dazu, dass die Männer mit über 2 Millionen Pfund verschwanden. 1965 wurde der Postzugraub in Deutschland unter dem Titel Die Gentlemen bitten zur Kasse mit Horst Tappert, Hans Cossy und Günther Neutze in einem Dreiteiler verfilmt.

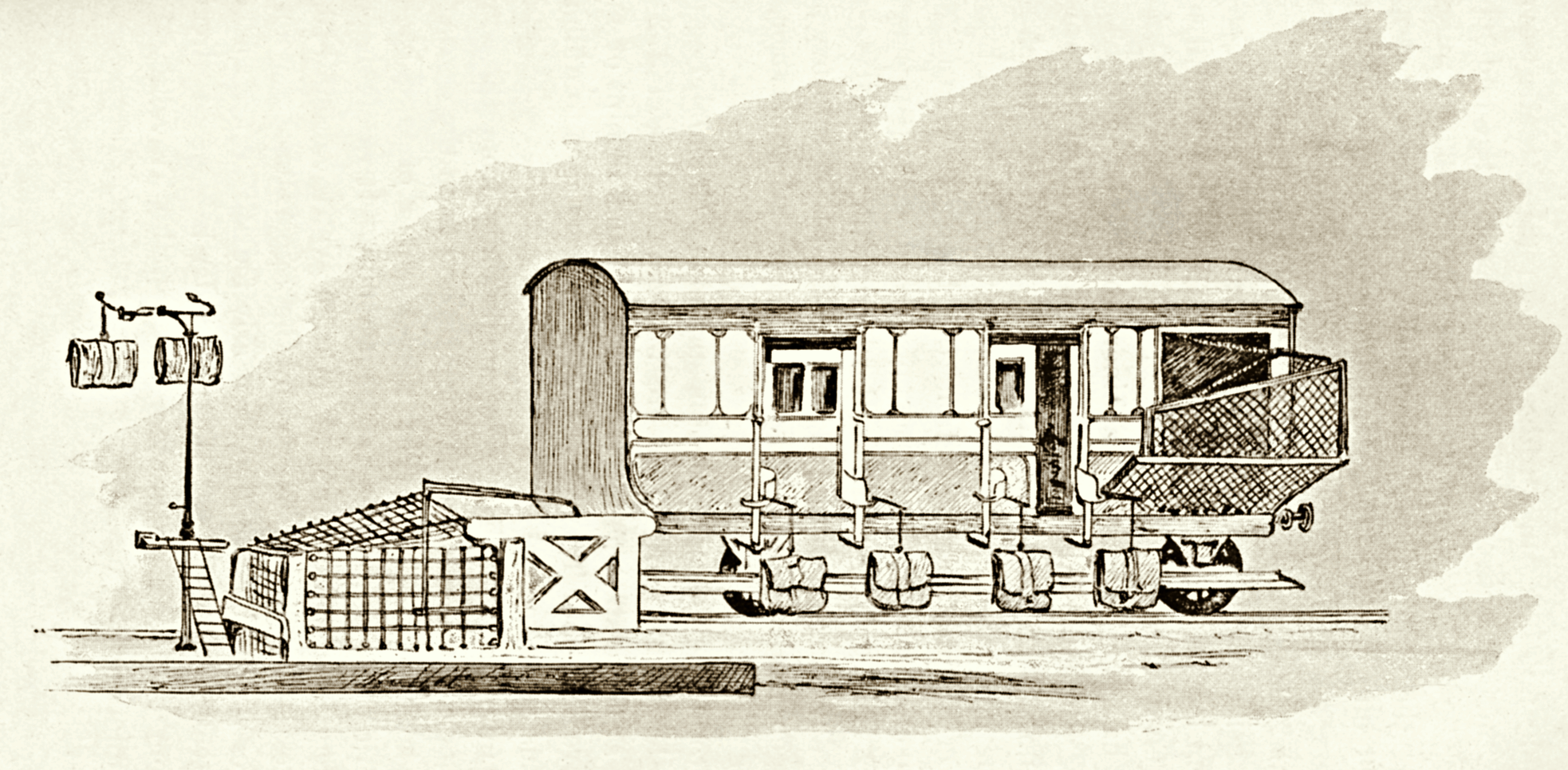
Schema eines Travelling Post Office um 1890, das die Vorrichtung zum Umladen der Postsäcke bei voller Fahrt zeigt.
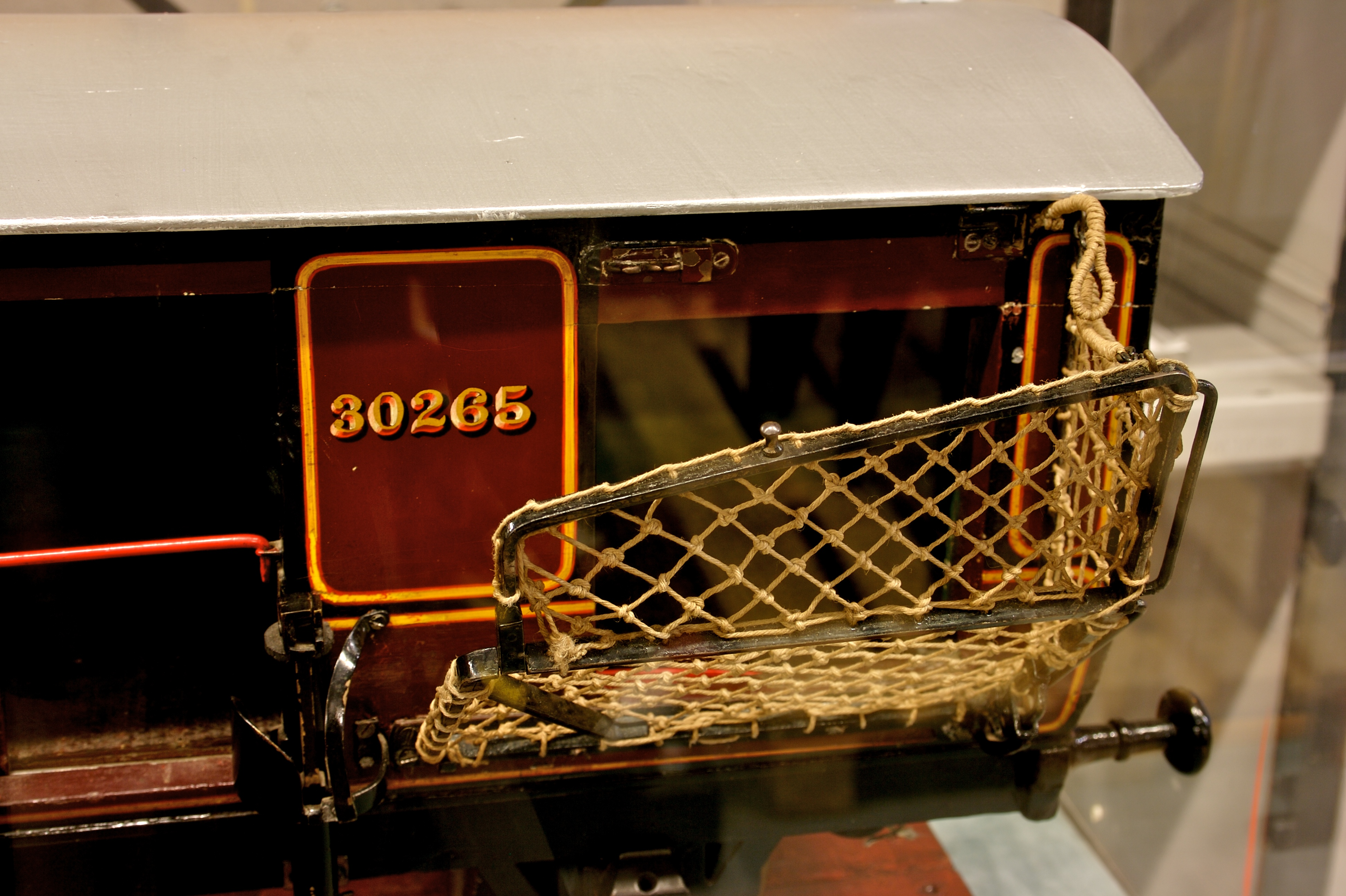
Modell eines fahrenden Postamtes. An der Seite des Wagens befindet sich der Postfanghaken zum Austausch von Postsäcken während der Fahrt des Zuges. Rot und braun lackiert mit den Farben von König Georg V.
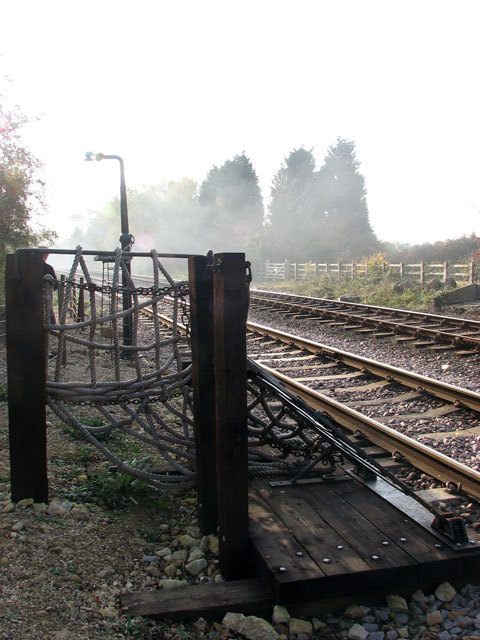
Royal Mail Travelling Post Office  - das streckenseitige Gerät.
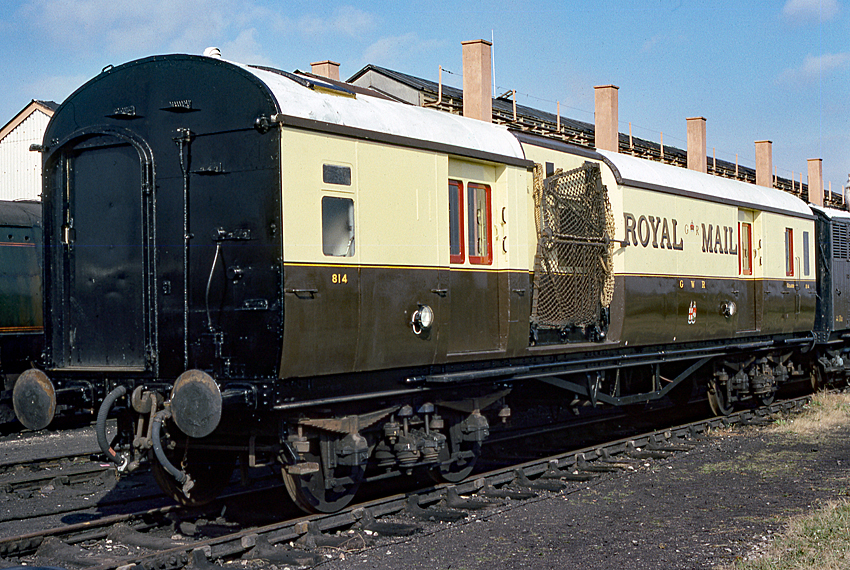
Great Western Railway Travelling Post Office Fahrzeug 814 im Didcot Railway Centre.
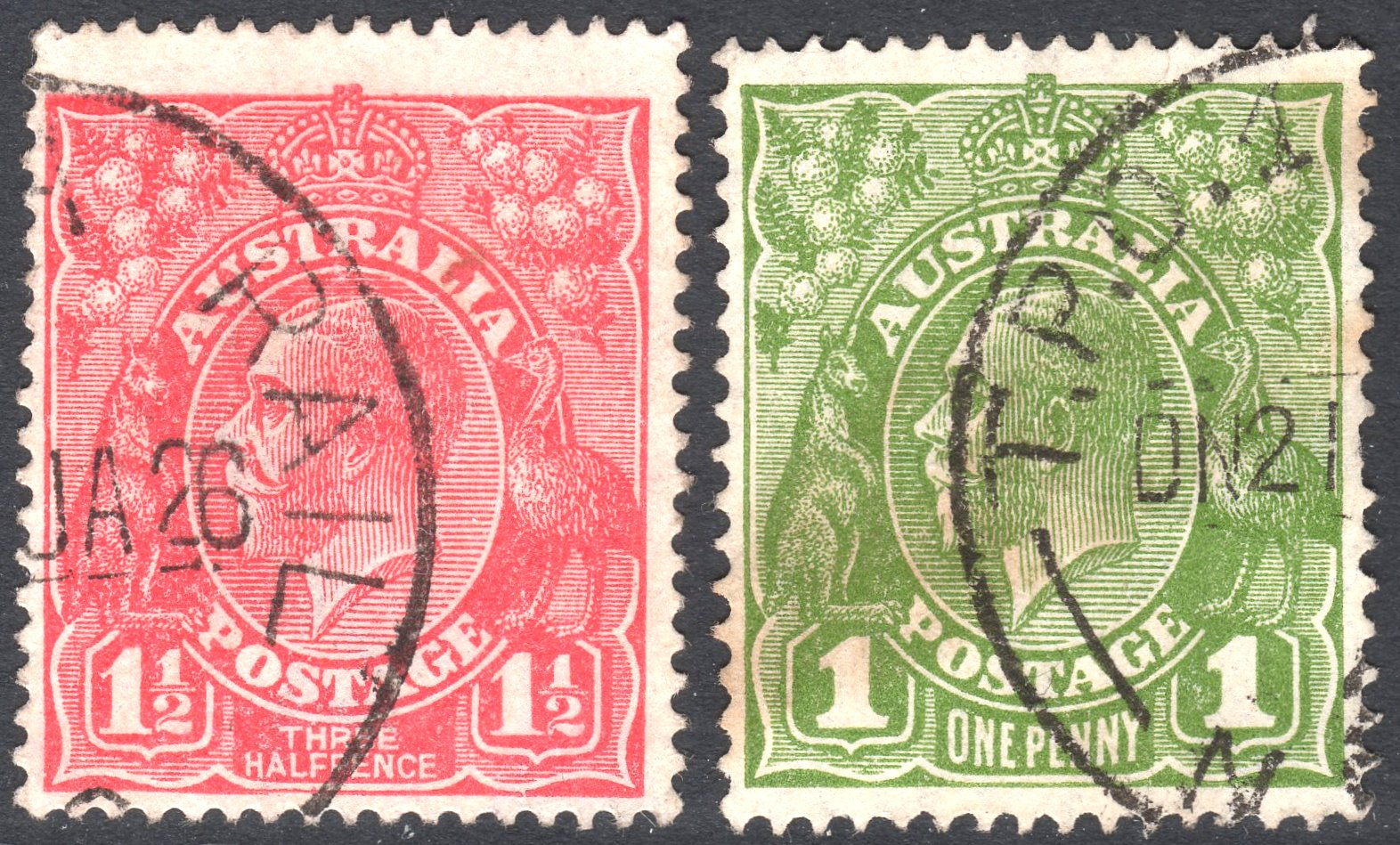
Bahnpoststempel auf australischen Briefmarken 1924
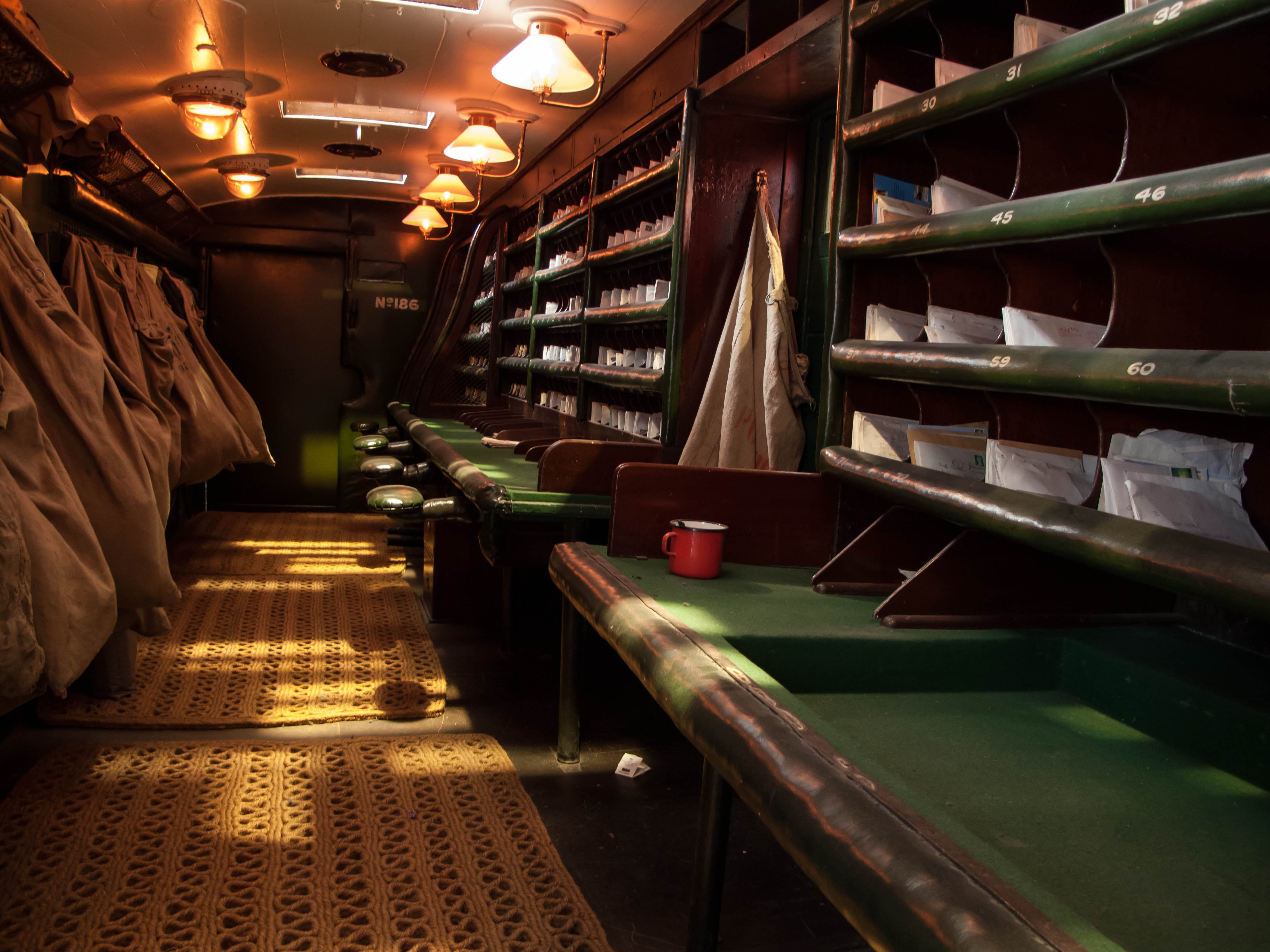
Innenraum
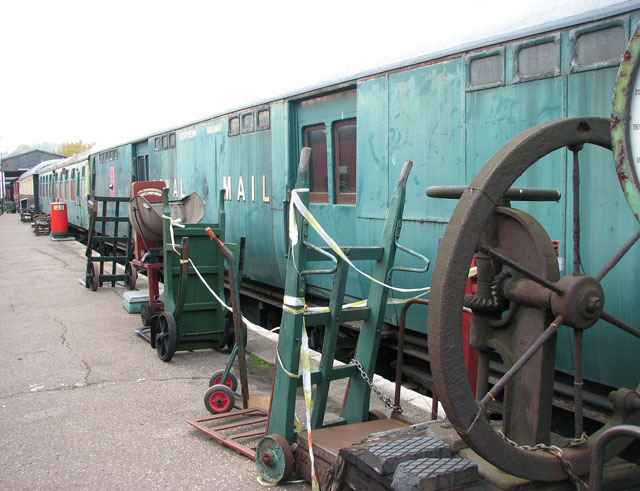
Bahnhof Wansford - Royal Mail Travelling Post Office (1940er)
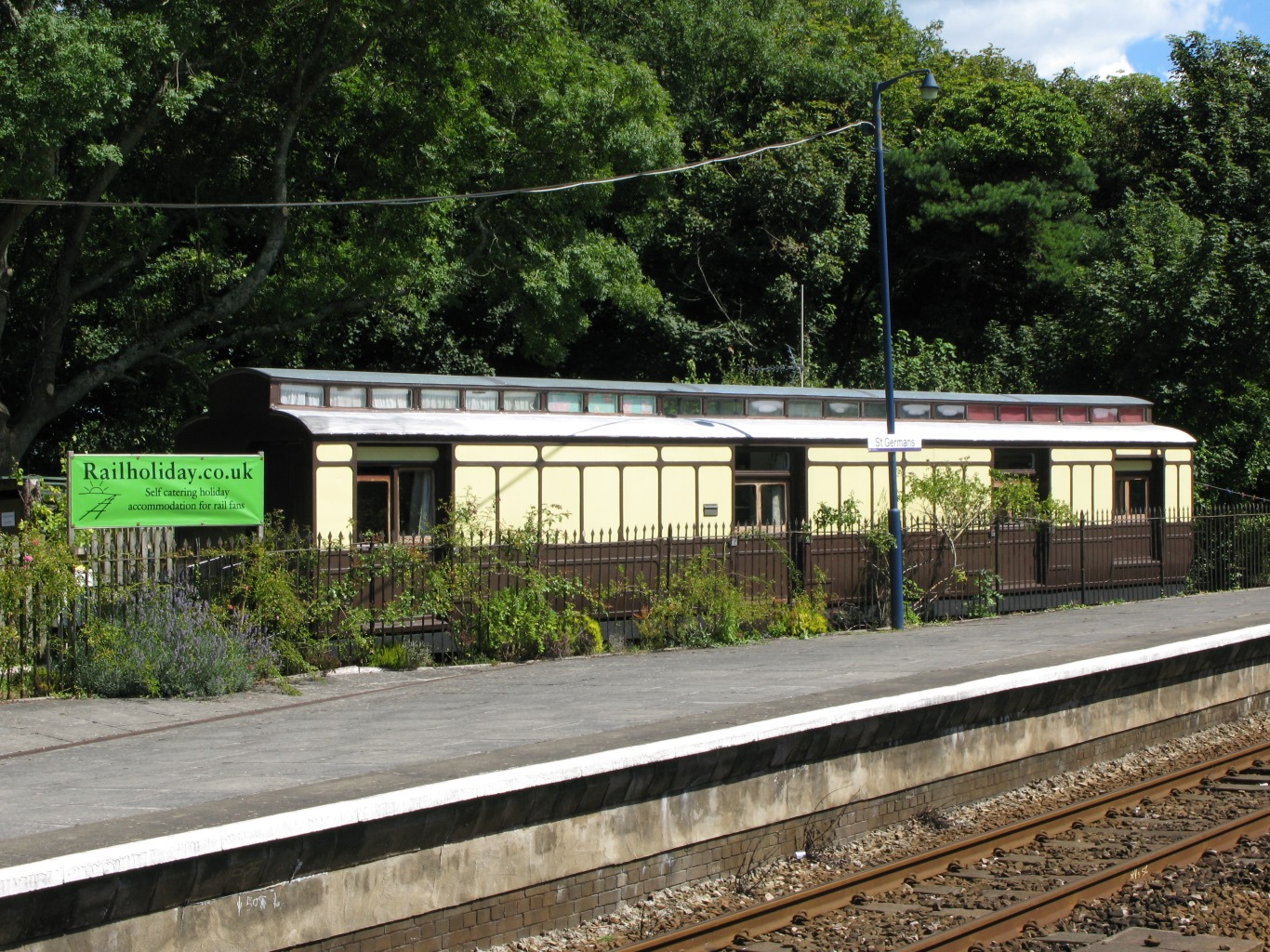
Ehemaliger Great Western Railway Travelling Post Office (TPO)-Wagen im Einsatz als Campingwagen in St. Germans
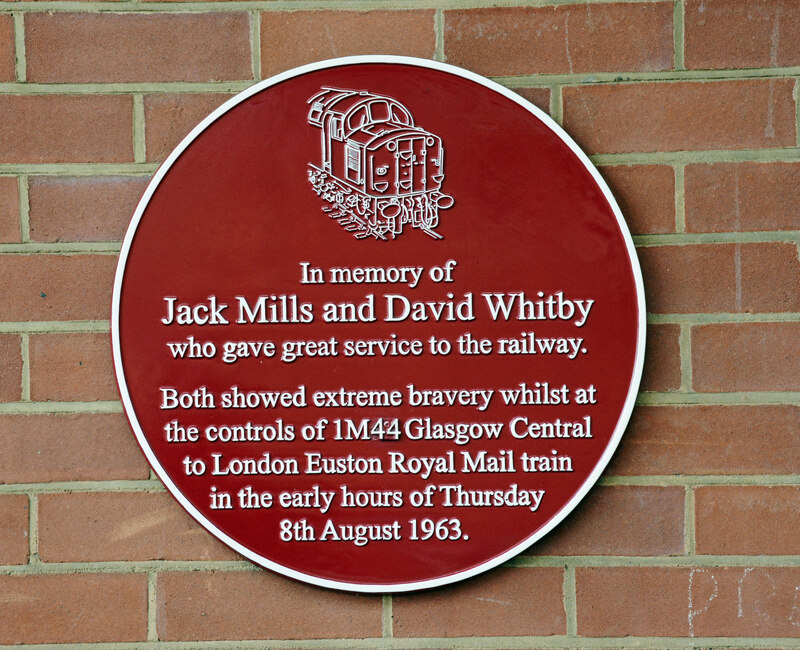
Erinnerungsplakette "Great Train robbery", Bahnhof Euston
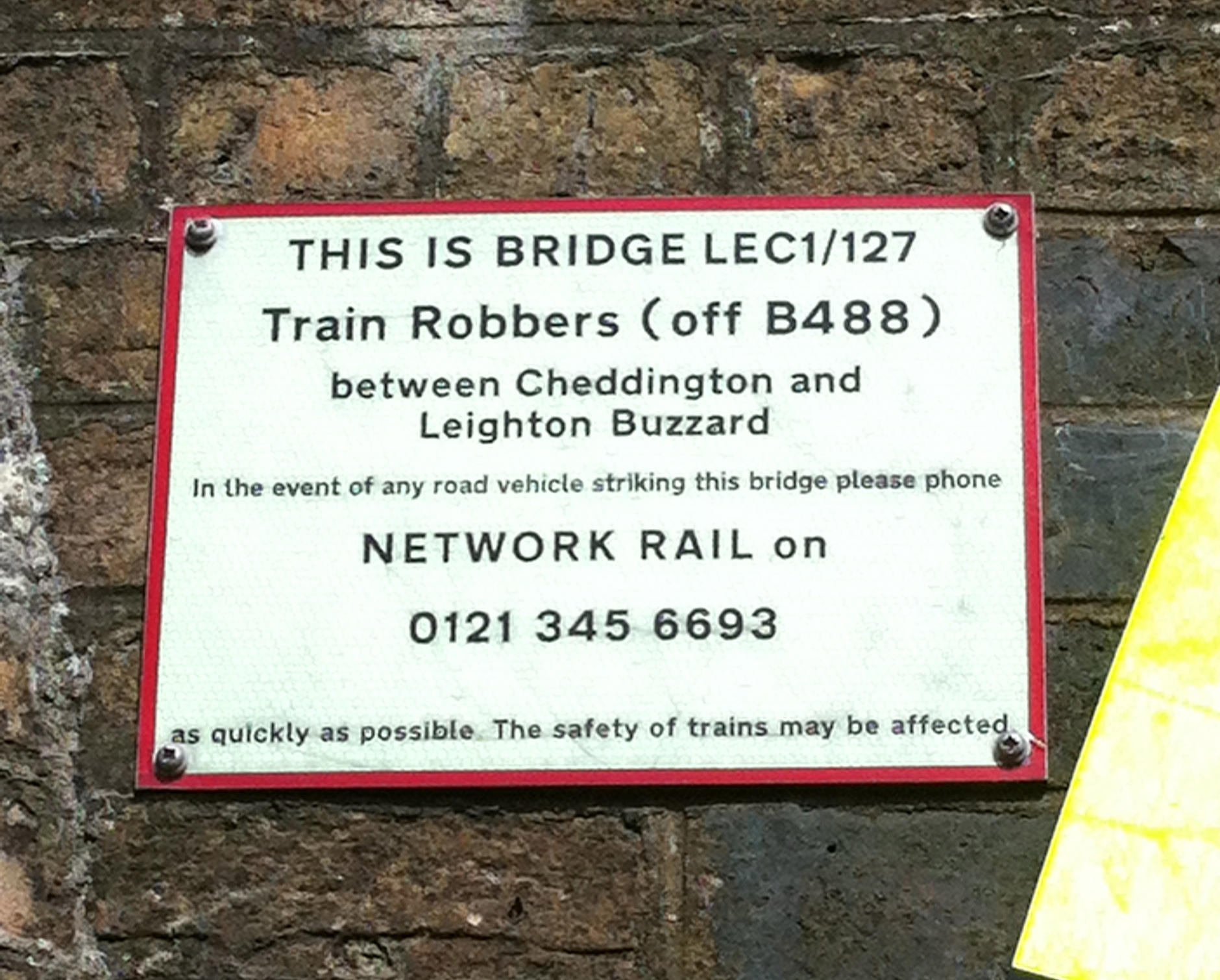
Gedenktafel von Network Rail an der Train Robbers' Bridge (auch bekannt als Bridego Bridge) bei Ledburn, Buckinghamshire, UK